# Santuario di Nostra Signora di Montallegro
Il santuario basilica di Nostra Signora di Montallegro è un luogo di culto cattolico situato nella frazione di Montallegro nel comune di Rapallo, nella città metropolitana di Genova. 
L'edificio è posto su un colle a circa 612 m s.l.m. 
Considerato tra i principali santuari mariani del territorio metropolitano genovese e della Liguria, fu edificato dalla popolazione rapallese tra il 1557 e il 1558, assieme all'annesso ricovero per pellegrini, dopo l'apparizione della Vergine Maria avvenuta, secondo la tradizione, il 2 luglio 1557 al contadino Giovanni Chichizola. L'attuale facciata marmorea è risalente al rifacimento compiuto dall'architetto milanese Luigi Rovelli nel corso del 1896, ed inaugurata con solenne cerimonia il 21 giugno di quell'anno. 
La Madonna di Montallegro è la patrona della Città di Rapallo dal 1739, anno in cui venne eletta come santa protettrice della comunità rapallese, del suo capitaneato e delle parrocchie di Santa Margherita Ligure. Tale riconoscimento è riprodotto sullo stemma comunale che riporta, dal 28 novembre 1948, il monogramma mariano, formato dalle lettere M e A intrecciate, posto tra i due grifoni sorreggenti la corona reale.
Assieme alla Madonna dell'Orto — apparsa a Chiavari il 2 luglio 1610 — è compatrona della diocesi di Chiavari, quest'ultima eretta con bolla papale di Leone XIII il 3 dicembre 1892. L'inno religioso di Nostra Signora di Montallegro, intitolato Splende in alto, è stato composto e musicato dal maestro e sacerdote Giovanni Battista Campodonico.

## Storia

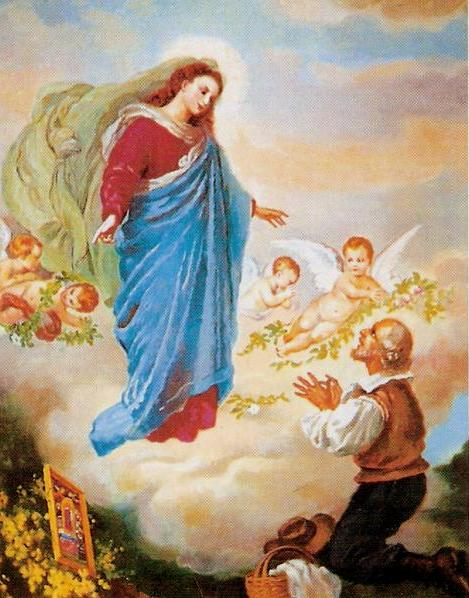
Raffigurazione dell'apparizione mariana di Montallegro

### L'apparizione mariana
Secondo la tradizione locale la Vergine apparve nel primo pomeriggio di venerdì 2 luglio 1557 al contadino Giovanni Chichizola, originario di San Giacomo di Canevale, frazione del comune fontanino di Coreglia Ligure, di ritorno dal mercato ortofrutticolo di Genova. Giunto nell'entroterra rapallese, nelle proprietà boschive della famiglia di fazione ghibellina Della Torre, all'altezza del monte Letho (conosciuto dai locali come "monte di morte" o "della morte" a causa delle numerose scorribande dei briganti), l'uomo - affaticato dal lungo viaggio a piedi e stremato dal caldo - si addormentò nei pressi di uno sperone di roccia.
All'improvviso, fu destato da un bagliore: al contadino apparve una "dama vestita d'azzurro e bianco e dall'aspetto grazioso e gentile", come testualmente riportò in seguito ai primi popolani e alle autorità civili e religiose accorsi sul monte. La donna pronunziò solo poche parole, che per la comunità cristiana rapallese risuonano ancora vive:
Per dar prova della "miracolosa apparizione", la Madonna lasciò in dono al contadino un quadretto di arte bizantina raffigurante la Dormitio Marie (il Transito di Maria Santissima), da donare alla comunità rapallese. Dopo l'improvvisa scomparsa della "Bella Signora", sulla stessa roccia in cui era avvenuta l'apparizione cominciò inoltre a sgorgare acqua fresca e pura.
Ripresosi dall'eccezionale evento religioso, il contadino di Canevale intraprese quindi il sentiero a ritroso per il borgo di Rapallo per annunciare agli abitanti il messaggio affidatogli dalla Vergine Maria, e quindi raccontarne l'accaduto. Giunse nella cittadella cercando di attrarre l'attenzione dei rapallesi, ma questi, provati dagli scontri tra le fazioni guelfe e ghibelline, inizialmente non considerarono le notizie e le parole del contadino che figurò ai loro occhi come un "visionario" o un "esaltato". Il Chichizola, sconsolato e provato dalla situazione di sfiducia, chiese allora di poter conferire con il locale parroco, l'unica autorità religiosa che avrebbe potuto credergli.
Ed effettivamente il parroco parve dare credito alle parole del contadino (che fu ascoltato e interrogato anche dalle autorità civili della locale podesteria) e assieme ad un gruppo di fedeli si recarono presso il presunto luogo dell'apparizione dove, di fatto, poterono constatare la presenza del citato quadretto bizantino, vicino all'improvvisa e sgorgante fonte d'acqua. Oramai in prossimità della sera, il curato decise di trasportare questa effigie mariana a Rapallo e in un luogo più sicuro, all'interno della basilica dei Santi Gervasio e Protasio. Il mattino seguente, però, la tavoletta fu ritrovata sul monte Letho. Nuovamente il parroco, seguito dal clero e dai reggenti del popolo e autorità si recarono sul luogo dell'evento e con cerimonia più solenne e religiosa si trasportò l'icona nel borgo rapallese, dove fu rinchiusa in un armadietto della parrocchiale. Grande stupore destò, il giorno successivo, la nuova scomparsa del quadretto e il ritrovamento dello stesso sul monte ove, oramai acclamata dalla popolazione e "ufficializzata" dal clero rapallese, l'immagine mariana voleva essere conservata e venerata.

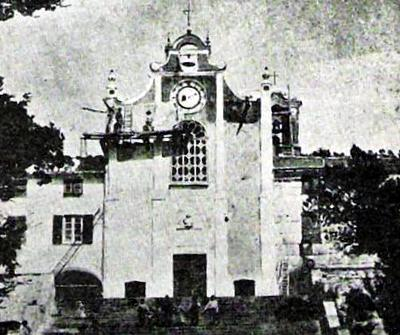
Il santuario in una foto di fine Ottocento

Così scrisse in uno dei due verbali redatti il 6 agosto 1558 dal vicario dell'arcidiocesi di Genova monsignor Egidio Falceta, quest'ultimo incaricato dall'arcivescovo Gerolamo Sauli nei necessari approfondimenti e indagini del caso:

### Le fasi di edificazione del santuario
Con la diffusione del culto religioso verso la Madonna di Montallegro e l'icona bizantina si rese ben presto necessaria la costruzione di un adeguato luogo di preghiera e di ricovero per i sempre più numerosi flussi di pellegrini. E fu proprio un ospizio per i viandanti e per il clero a sorgere ancor prima di una chiesa vera e propria, anche se già tra il 1557 e il 1558 fu edificato dagli abitanti un piccolo tempio per la conservazione e l'esposizione del quadretto.
I lavori per la costruzione di un nuovo luogo di culto furono avviati nel breve, con il supporto e la manodopera degli stessi rapallesi, diretti dal maestro comacino Tommasino Lagomaggiore, che con non poca fatica per il trasporto dei materiali sul colle completarono la prima versione architettonica del santuario, a navata unica, nel 1559. Parallelamente ci si adoperò nella realizzazione della mulattiera in ciottoli tra la località di San Bartolomeo di Borzoli e il monte Letho, un percorso boschivo in salita lungo circa 4 km.
Al nuovo santuario fu unito con bolla papale di Gregorio XIII del 1572 il soppresso monastero di Valle Christi, ubicato nella frazione rapallese di San Massimo, mentre alla parrocchia dei Santi Gervasio e Protasio fu affidata definitivamente la gestione del tempio con decreto arcivescovile di monsignor Antonio Maria Sauli dell'8 marzo 1589, nonostante la richiesta presentata dalla vicina comunità parrocchiale frazionale di San Maurizio di Monti.

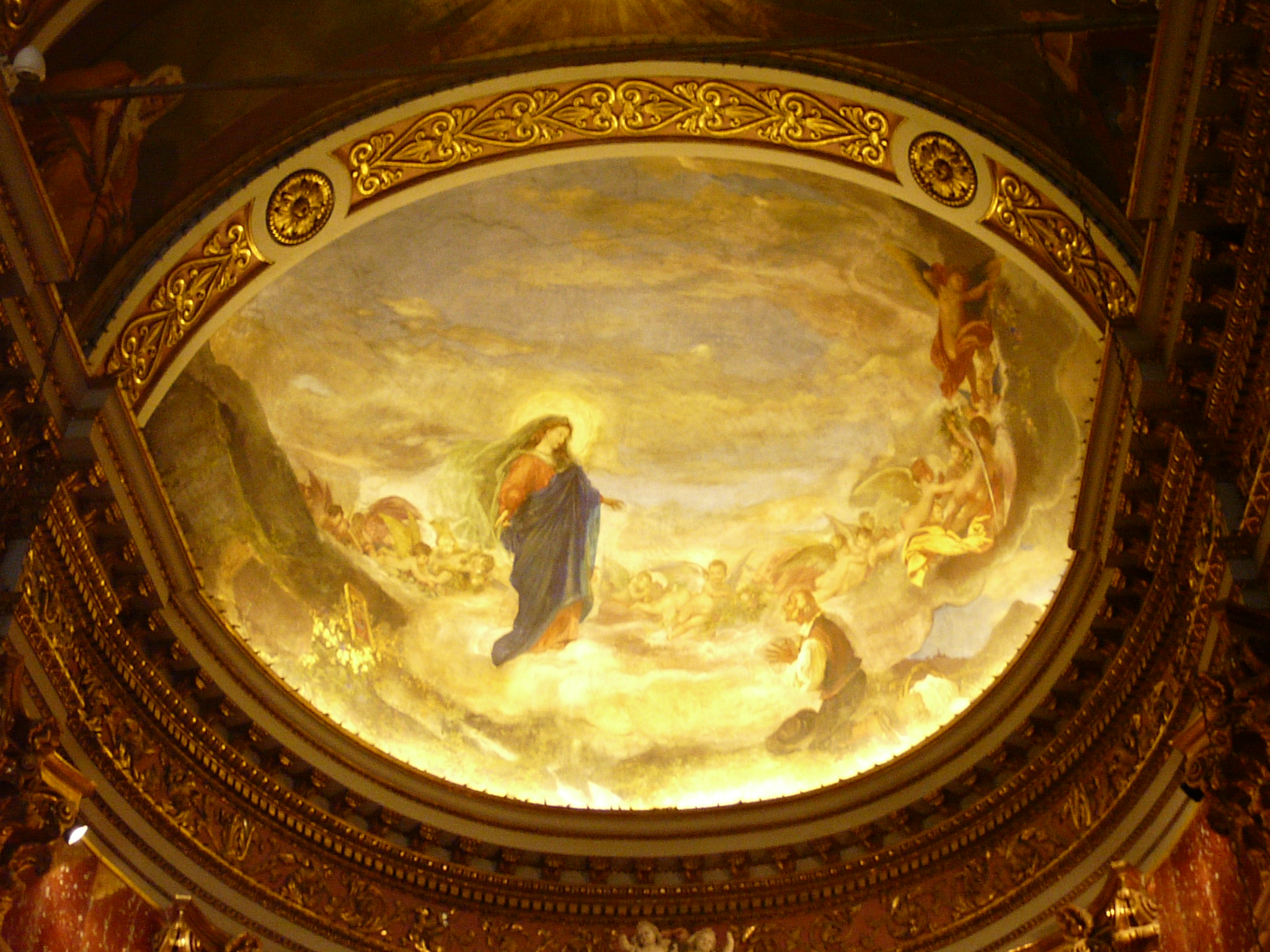
L'affresco dell'apparizione mariana, realizzata da Nicolò Barabino nel catino absidale.

Nel corso della visita apostolica nel 1582 del vescovo di Novara, monsignor Francesco Bossi, si prescrissero alcune modifiche alla chiesa, sollecitate dallo stesso vescovo novarese. Nei lavori si adeguò all'ampliamento dell'altare, collocando sullo stesso una pietra sacra, più grande, e una maggiore copertura a protezione dalla polvere. Tuttavia, il primo e più sostanzioso ampliamento del santuario venne realizzato nel corso del 1640 che permise, inoltre, la collocazione dei nuovi altari laterali. Il tempio assunse così le sue attuali dimensioni: 25 metri di lunghezza, 11 di larghezza e 12 di altezza.
Nel 1772 fu ampliata la vicina foresteria, mentre al 1867 risale il rinnovamento artistico degli interni della chiesa, sotto la direzione del maestro Descalzo di Chiavari, con l'aggiunta di nuovi stucchi, lesene e capitelli ad opera dell'architetto svizzero Pietro Delucchi. Al pittore rapallese Francesco Boero si deve invece la realizzazione dei quattro affreschi nella volta riproducenti gli eventi principali legati al quadretto bizantino, mentre il genovese Nicolò Barabino fu l'artefice del grande affresco nel catino dell'abside raffigurante l'Apparizione di Nostra Signora di Montallegro al Chichizola.
Nel 1882 l'architetto milanese Luigi Rovelli fu il progettista del nuovo altare maggiore, donato dal zoagliese Gianbattista Merello, che fu inglobato assieme alla preesistente ancona, e lo stesso Rovelli realizzò la nuova facciata in stile gotico lombardo (completata il 21 giugno 1896) e l'attiguo campanile cuspidato (alto 30 m) nel 1907 e che nel 1946 fu munito delle otto campane. Negli stessi anni fu eseguita la nuova e più ampia scalinata d'accesso al piazzale del santuario, poi rivista nel 1982.
Altri lavori di rilevanza architettonica sono stati poi portati a termine nel corso del XX secolo. Tra essi il completamento della strada carrozzabile nel 1932 che in circa 11 km, ricalcando un già accennato percorso per Coreglia Ligure e quindi per la val Fontanabuona (attraverso il passo della Crocetta) passante per la frazione di San Maurizio di Monti, permette di raggiungere il sito con mezzi motorizzati; la realizzazione delle nuove vetrate policrome (1937-1938); la posa delle quattordici stazioni in ceramica della Via Crucis, nel 1941, lungo il sentiero per il monte Rosa; la nuova casa del Pellegrino nel 1948; le porte in bronzo (1957) e la nuova pavimentazione in ardesia del piazzale tra il 1992 e il 1994.
Dal 20 dicembre 2009 un ascensore a cremagliera collega la sede stradale con il soprastante piazzale del santuario, eliminando, di fatto, le barriere architettoniche presenti che rendevano difficoltoso il raggiungimento dell'edificio religioso.

### Altri eventi

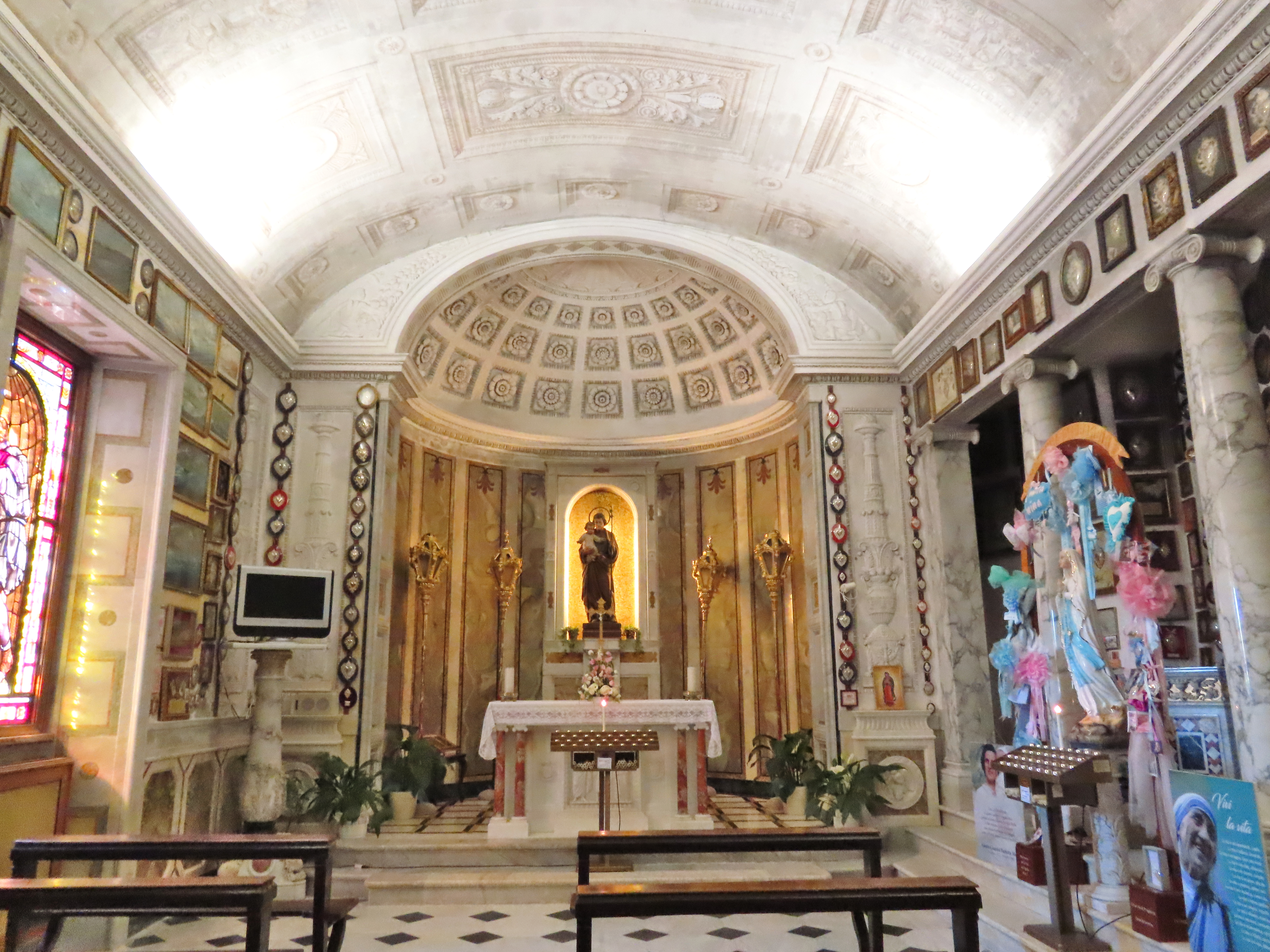
La cappella di San Giuseppe

La devozione popolare verso la Madonna di Montallegro fu ben presto tramutata da uno spirito religioso ad un riconoscimento ufficiale e civile della comunità rapallese. Furono ben quindici le adunanze che la Magnifica Comunità di Rapallo convocò nei vari siti religiosi appartenenti alla giurisdizione del capitaneato omonimo, fatta eccezione dei centri di Santa Margherita (centro), Portofino e il quartiere di Oltremonte (zona della media val Fontanabuona).
Complessivamente 1.922 capi famiglia dei territori parrocchiali di Rapallo, Santa Maria del Campo, San Massimo, San Pietro di Novella, Sant'Andrea di Foggia, San Martino di Noceto, San Quirico d'Assereto, San Maurizio di Monti, San Michele di Pagana, San Giacomo di Corte, San Siro, Zoagli, Sant'Ambrogio della Costa e Semorile votarono - con soli 6 voti contro - l'elezione di Nostra Signora di Montallegro quale protettrice della città e del capitaneato. Ai voti favorevoli si aggiunse il formale assenso del clero rapallese e delle comunità religiose dei monasteri e conventi di Sant'Agostino, di San Francesco d'Assisi, di Santa Chiara di Montefalco e dei frati cappuccini di Santa Margherita Ligure.
Così i componenti della Magnifica Comunità di Rapallo affermarono tale scelta:
L'esito delle riunioni rapallesi furono quindi trasmesse alla conoscenza dell'arcivescovo di Genova, frate Nicolò Maria De Franchi, e alla Sacra Congregazione dei Riti di Roma nel corso dei primi mesi del 1739. E il 14 giugno dello stesso anno da Roma arrivò l'ufficializzazione del patronato con l'esposizione del decreto presso la parrocchiale dei Santi Gervasio e Protasio e, in copia, sulla porta principale del santuario.
Ora patrona della comunità rapallese e dei borghi assoggettati al capitaneato, il 27 luglio 1767 l'icona bizantina fu incoronata "Regina", aggiungendo alla sommità del quadretto un serto d'oro, con solenne cerimonia religiosa e civile da parte del delegato del Capitolo di San Pietro in Roma, monsignor Andrea Doria. In occasione dell'evento il pontefice Clemente XIII concesse ai pellegrini recanti al santuario - che fu aggregato alla romana basilica di Santa Maria Maggiore - l'indulgenza plenaria.

### Visitatori del santuario
Tra le personalità religiose che visitarono il santuario - eretto in Basilica minore con decreto papale del 5 agosto 1942 da Pio XII - sono documentate le presenze del cardinale genovese Stefano Durazzo il 26 maggio 1638, di san Francesco di Sales nel 1591, di Brigida Morello nel 1639, di san Leonardo da Porto Maurizio, di sant'Antonio Maria Gianelli, di san Francesco Maria da Camporosso, dell'arcivescovo di Genova Tommaso Reggio nel 1845, di sant'Agostino Roscelli, di san Giovanni Bosco, del cardinale Andrea Carlo Ferrari nel 1907, e dell'allora monsignor Angelo Giuseppe Roncalli, futuro papa Giovanni XXIII - che celebrò la Santa Messa Pontificale il 2 ottobre del 1922.

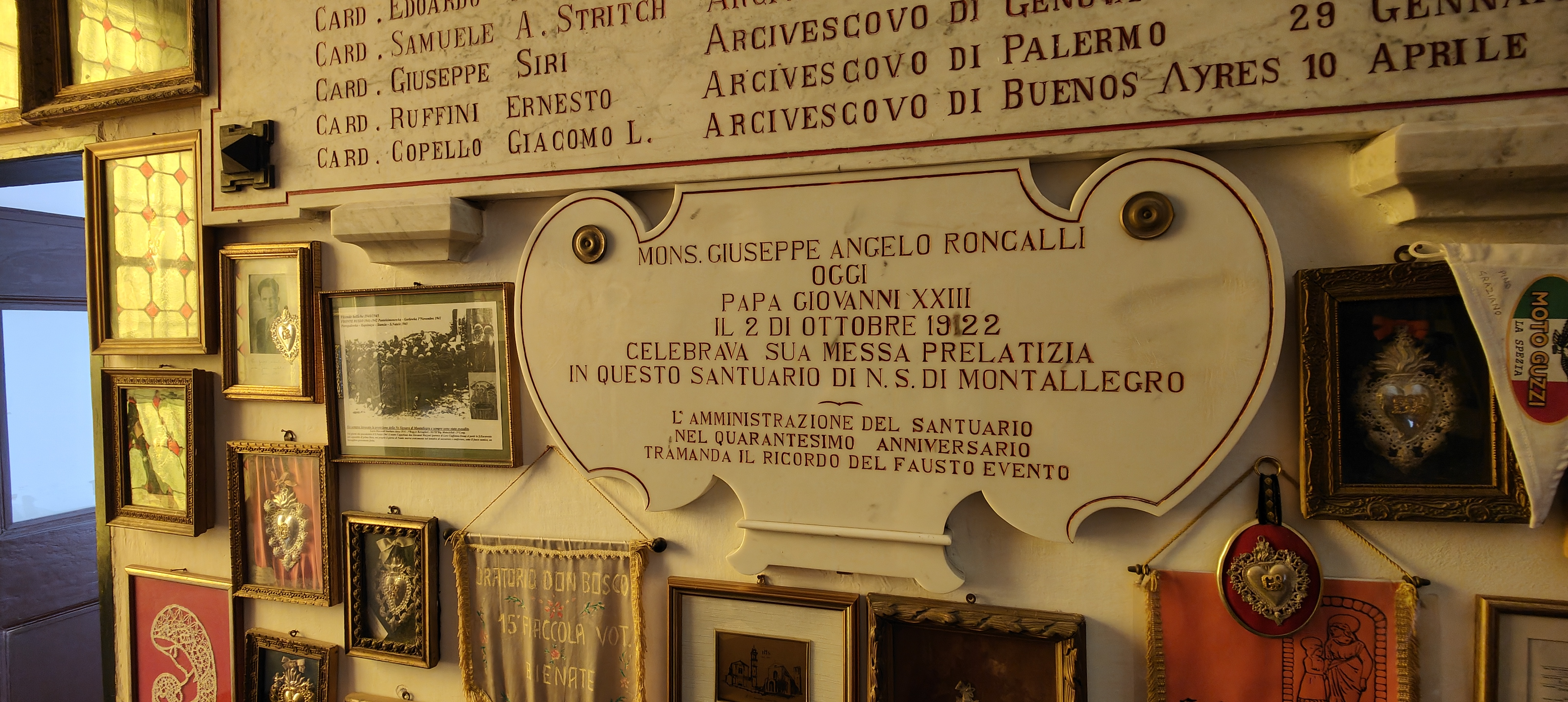
Targa marmorea a ricordo della visita di Mons. Roncalli (2 Ott. 1922)

Nelle giornate del 1 e del 2 luglio 2007, in occasione del 450º anniversario dell'apparizione mariana di Montallegro, il santuario ha ricevuto inoltre la visita del Cardinale Segretario di Stato Tarcisio Bertone e dell'arcivescovo di Genova Angelo Bagnasco, quest'ultimo presidente della Conferenza Episcopale Italiana. Le due visite possono considerarsi storiche poiché è la prima volta nella storia documentata del santuario che un cardinale di Stato e un presidente della CEI salgono sul colle rapallese per far visita all'edificio religioso.
Altra cerimonia storica si è svolta il 28 luglio 2008 quando, per la prima volta, al santuario è stato celebrato un matrimonio con rito ortodosso.

### I presunti miracoli attribuiti alla Vergine

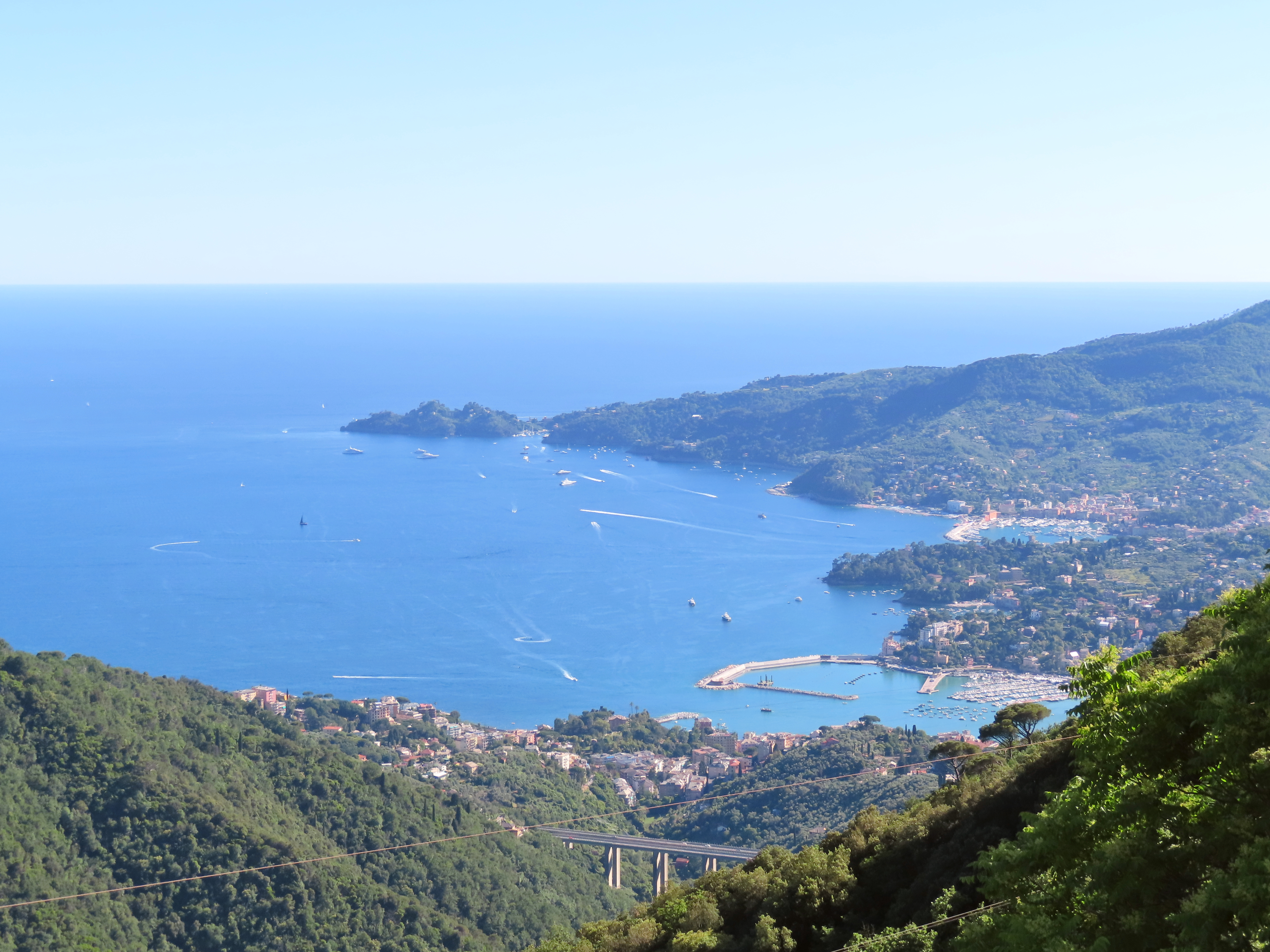
Dal santuario, panorama verso Rapallo e il monte di Portofino.

Secondo la tradizione locale, diversi fatti storici accaduti a Rapallo sarebbero legati all'intervento della Madonna di Montallegro. Tra i miracoli citati maggiormente vi è quello della liberazione del borgo rapallese dalla peste nel XVII secolo e dal colera nel corso dell'Ottocento.
La peste aveva invaso il territorio del Tigullio e della Repubblica di Genova, scatenando morte nell'intero continente europeo. Nella regione ligure furono calcolate in circa 100.000 le vittime accertate, gran parte delle quali a Genova, capitale marittima e commerciale dell'epoca. Secondo fonti locali nel borgo di Rapallo non si registrò nessun decesso a causa della peste: questa circostanza fu vista dagli abitanti del luogo come un primo miracolo della Vergine Maria verso la città. La parte laica della città ha, per contro, sempre sottolineato come parte del merito dello scampato pericolo andasse riconosciuta all'allora podestà il quale, isolando di fatto con un cordone sanitario il borgo marinaro dal resto della regione, salvò la cittadina dall'epidemia. Ad ogni modo, il consiglio comunale decise il 29 maggio del 1657 di salire al santuario in processione, voto fatto dalla comunità che ancora ogni anno viene adempiuto dalle autorità comunali, e donando alla Madonna una tavola argentea.
Durante l'epidemia del colera del 1835 il consiglio comunale, presieduto dal sindaco Francesco Maria Pino Della Cella, s'impegnò nuovamente con la "protettrice della città" chiedendo ad essa la liberazione dal morbo, in cambio di una nuova tavola in argento da donare al santuario come ringraziamento e lo stanziamento di 5.000 lire piemontesi per il rifacimento della facciata dello stesso. Scampato il pericolo, la mattina del 23 maggio 1836 le autorità comunali, del clero e singoli cittadini - che una stima del notaio rapallese Michele Norero indicò in 5.000 persone - presso il santuario di Montallegro sciolsero il voto fatto l'anno prima e donarono alla chiesa una riproduzione argentea del borgo di Rapallo su disegno del pittore Tomaso Castello. L'anno successivo, il 16 marzo, lo stesso consiglio cittadino fece dono di una seconda tavoletta d'argento riproducente lo stemma civico e il quadretto bizantino portato poi in processione, il 5 luglio, nell'ormai annuale appuntamento dello scioglimento del voto da parte del Comune.
Altri racconti locali tramandano ancora il salvataggio di Rapallo da parte della Vergine durante il bombardamento degli Alleati del 28 luglio 1944. Fino a quel momento la città era stata relativamente risparmiata dal conflitto mondiale - rispetto a località vicine come Recco e Zoagli, pressoché rase al suolo dal bombardamento dei locali ponti ferroviari - anche se alcune bombe caddero a ridosso della basilica dei Santi Gervasio e Protasio, demolendo l'ala orientale della struttura e facendo perire due persone.
Quando gli aerei si avvicinarono nuovamente alla città, la paura di un nuovo pesante bombardamento scatenò il panico generale tra la popolazione. Iniziò l'offensiva aerea e grappoli di bombe furono sganciate dalla formazione ma, invece delle spaventose detonazioni, i rapallesi udirono un rumore sordo e videro colonne d'acqua alzarsi dal mare: tutti i bombardieri avevano sbagliato mira, a causa di una folata di vento improvvisa. Alcune bombe caddero pure tra le case del borgo, ma non esplosero. L'evento richiamò subito tra i fedeli la figura della Madonna di Montallegro che, nuovamente e secondo la tradizione religiosa, era intervenuta a salvare la città.

## Descrizione

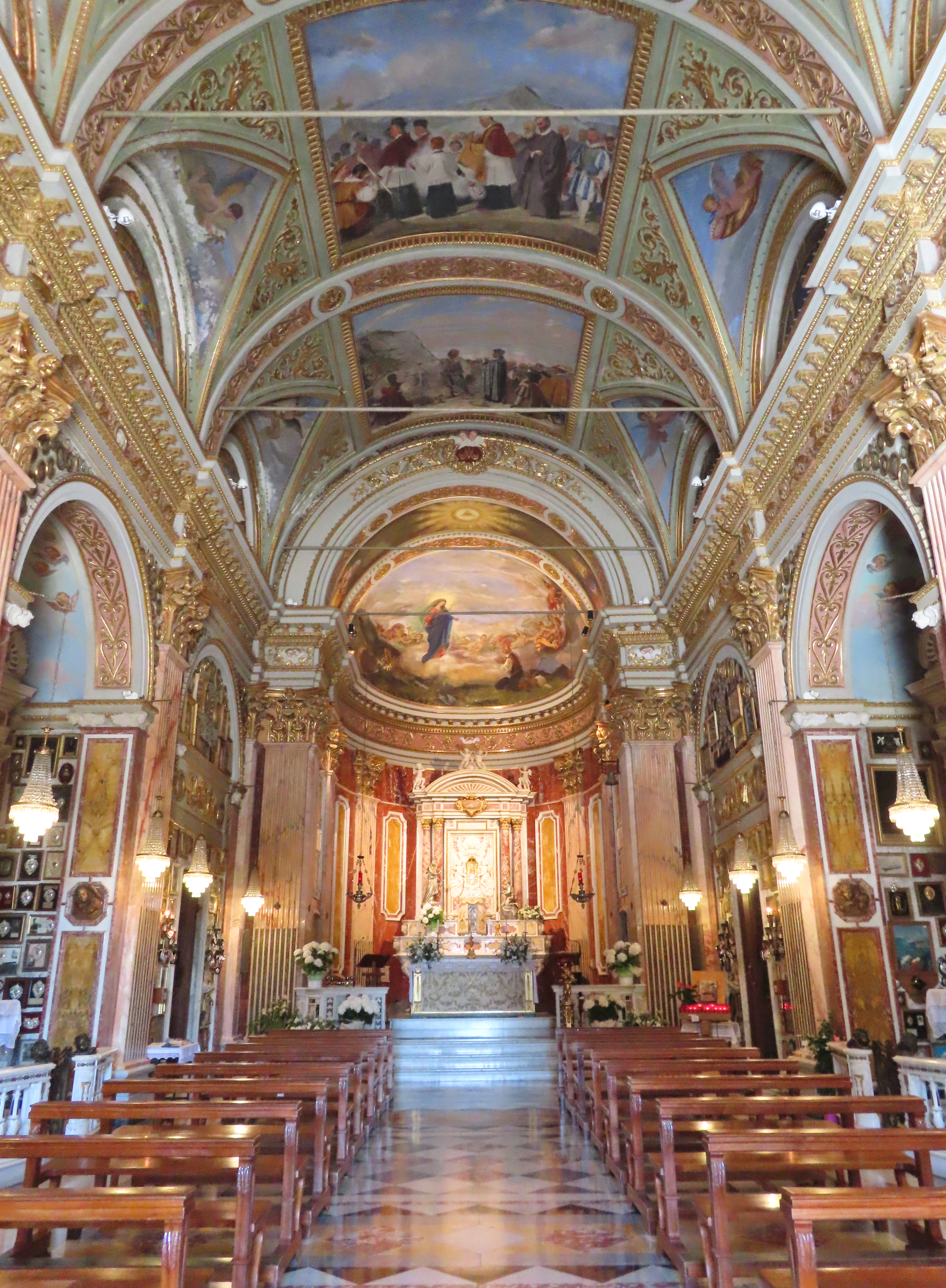
La navata

### La chiesa
L'interno del santuario, rinnovato ed ampliato principalmente nel 1640, si presenta ad unica navata con quattro altare laterali, più il maggiore dove è conservato ed esposto alla venerazione dei fedeli il quadretto bizantino, collocato definitivamente nel 1743 in un barocco padiglione d'argento donato dal nobile Tomaso Noce.
Nel primo altare della parte destra è presente la tela della Visitazione di Nicola Carlone (1704); al secondo altare il crocifisso in marmo bianco di Francesco Schiaffino. Nel secondo altare della parte sinistra è conservato il dipinto dell'Annunziata di Luca Cambiaso e al primo altare la Nostra Signora Addolorata di Nicolò Carlone del 1707.
Le affrescature e le decorazioni pittoriche della volta e del catino dell'abside sono state eseguite, rispettivamente, dai pittori Francesco Boero di Rapallo - con la raffigurazione, in quattro parti, degli avvenimenti storici e "miracolistici" legati alla figura dell'icona bizantina - e del genovese Nicolò Barabino che sopra l'altare maggiore (opera ottocentesca di Luigi Rovelli) rappresentò la scena dell'apparizione mariana al contadino Giovanni Chichizola.

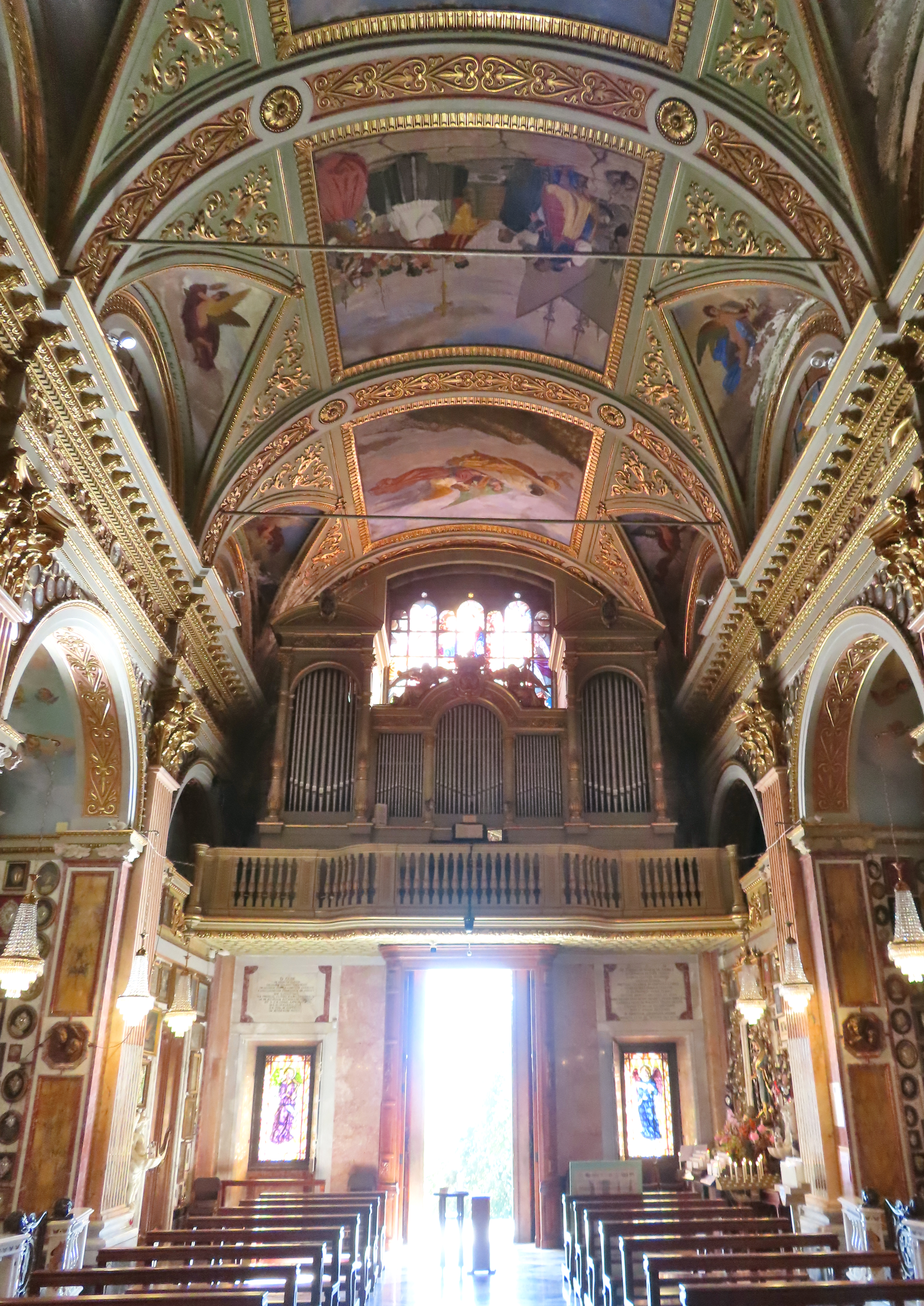
La controfacciata e l'organo

L'organo, del 1907, è stato costruito dalla ditta Inzoli di Crema.
Il campanile è dotato di 8 campane In DO3, fuse dalla premiata fonderia Capanni di Castelnovo ne' Monti (Re) nel 1946.

### La cappella di San Giuseppe e la penitenzieria
L'improvvisa fonte d'acqua sgorgante dalla roccia è conservata, nella sua originale posizione, presso la cappella di San Giuseppe. Tale spazio religioso è stato ricavato sul lato sinistro del santuario, inaugurato il 19 marzo 1966 con una solenne cerimonia. All'interno sono presenti quadri, fotografie ed ex voto donati dalle persone che sarebbero guarite miracolosamente per intercessione dalla Madonna di Montallegro.
La penitenzieria venne eretta nel 1788, ricavata nell'ala destra del santuario, ed intitolata a sant'Olcese Ursicino e ai santi Gervasio e Protasio. Le pareti del locale sono tappezzate dagli ex voto e dalle lapidi e iscrizioni poste dopo le visite cardinalizie e delle altre personalità di rilievo.

### Il quadretto bizantino

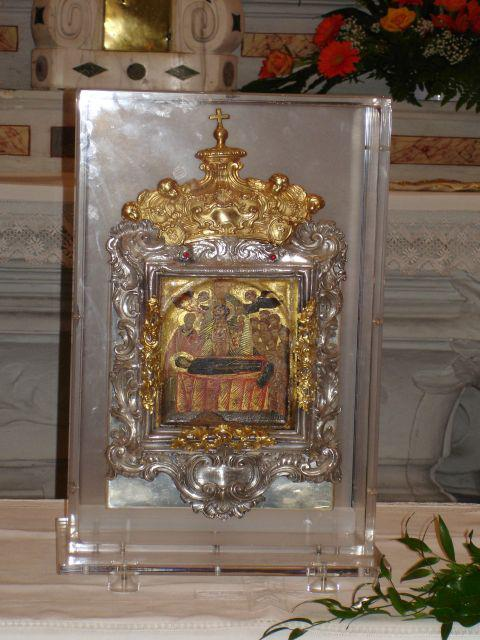
Esposizione ai fedeli del quadretto bizantino

Il quadretto bizantino conservato nel santuario raffigura il transito in cielo della Vergine. Nell'icona, dipinta su una tavoletta in legno di pioppo (cm 18x15), è rappresentata la Santissima Trinità e l'anima della Madonna che sale al cielo al momento della morte. Secondo il credo cristiano, tale icona è conservata presso il santuario per volere della stessa Madonna.
Secondo la tradizione si sarebbero verificate nel tempo misteriose sparizioni e riapparizioni dell'icona. Oltre l'iniziale evento del 1557, un altro episodio si sarebbe verificato nel 1574. Una nave proveniente dalla Repubblica di Ragusa, guidata dal capitano Nicola de Allegretis, venne colta da tempesta lungo le coste delle Cinque Terre. Il capitano si appellò allora a Dio, facendo voto di recarsi al più vicino santuario qualora fosse scampato all'imminente tragedia.
La nave riuscì ad approdare lungo le coste di Rapallo, con l'intero equipaggio sano e salvo; secondo la promessa fatta, tutto il gruppo si recò quindi al locale santuario di Montallegro per ringraziare la Madonna. Arrivati al tempio i membri dell'equipaggio riconobbero sull'altare il quadretto bizantino che, secondo le loro testimonianze, era scomparso dalla loro chiesa anni prima. Ne conseguì l'inevitabile accusa di furto ai rapallesi e l'immediata richiesta di restituzione dell'icona che, dopo la sentenza favorevole del tribunale della Repubblica di Genova, dovette essere consegnata nelle mani del capitano.
La nave ripartì da lì a poco dal golfo, con l'orgoglio del capitano per aver ritrovato l'antica reliquia, ma a poche miglia da Rapallo la scoperta: il quadretto era scomparso dalla cabina e sulla nave non vi era traccia del reperto. L'imbarcazione fece allora ritorno verso la costa rapallese e, saliti nuovamente a Montallegro, i marinai poterono ammirare, con stupore, che il quadretto si trovava al suo posto sull'altare maggiore, così come lo avevano trovato nella prima visita. Nel santuario è conservato un ex voto, deposto da un tale Nicola de Allegretis, considerato ex voto raguseo.
Da quella data il quadretto non ha lasciato più il luogo sacro, così come avrebbe richiesto la Madonna. Eccezion fatta, com'è ovvio, per le processioni in occasione delle festività patronali dei primi tre giorni di luglio. In occasione del 450º anniversario dell'apparizione mariana - nel 2007 - l'icona bizantina ha lasciato il santuario per recarsi, per la prima volta nella storia del santuario, nelle parrocchie della diocesi di Chiavari facenti parte dell'antico capitanato di Rapallo (1608-1797).
Fu a partire dal 1688 che grazie all'opera dello scultore Antonio Floradi di Piacenza la venerata immagine venne incisa nel rame e quindi riproducibile nelle stampe che ne susseguirono. E proprio in tale anno lo storico rapallese Antonio Molfino, con l'aumentare della devozione popolare di questa icona, che assieme alla raffigurazione classica dell'apparizione mariana venne poi ripresa in molte decorazioni pittoriche delle case del centro di Rapallo, citò in un suo scritto:

### Gli ex voto

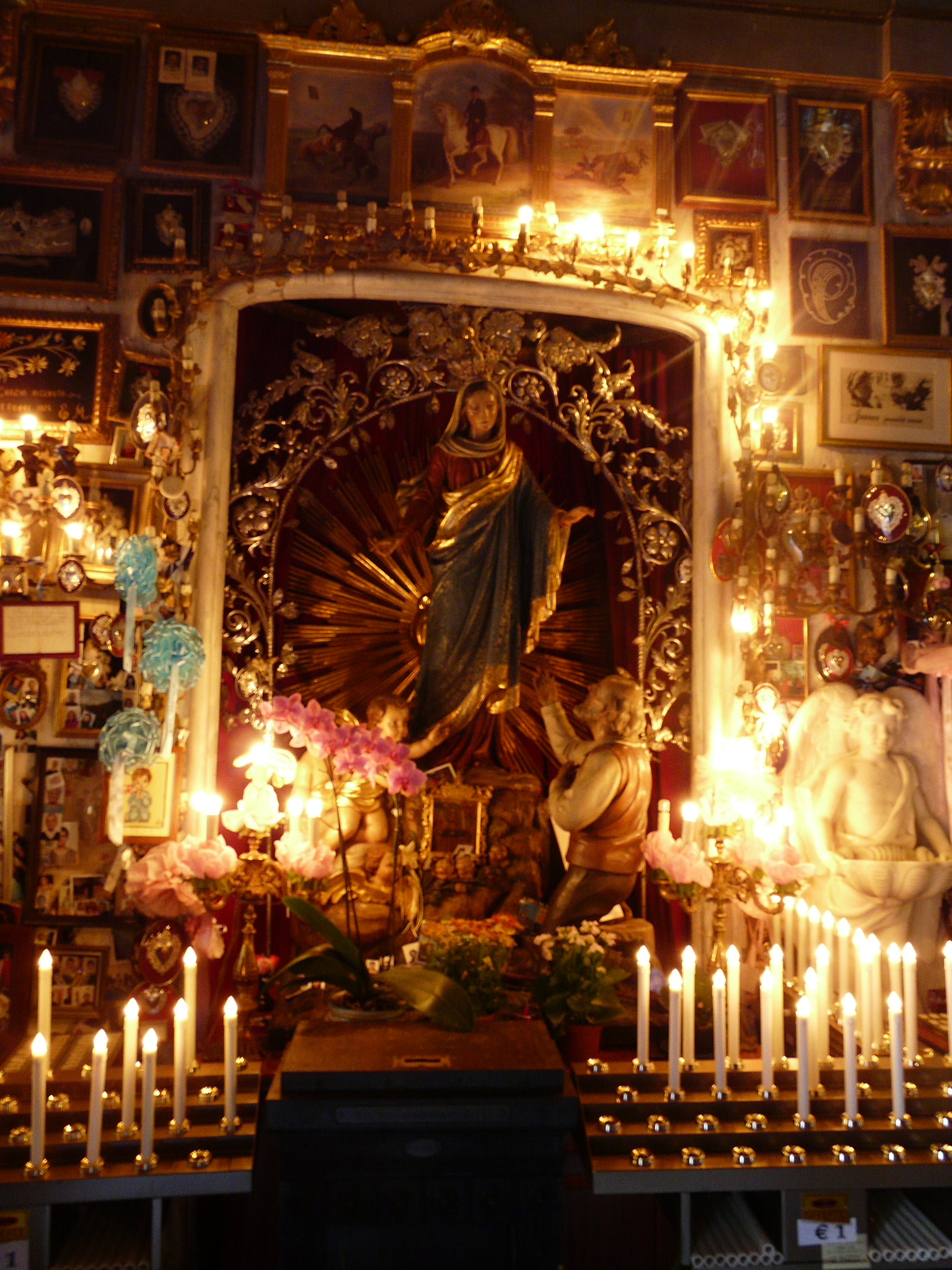
La statua della Madonna di Montallegro circondata, ai lati, dagli ex voto.

All'interno del santuario e degli altri spazi annessi numerosa è la presenza degli ex voto, delle testimonianze scritte o semplici disegni donati per presunte grazie ricevute dalla Vergine apparsa sul colle di Montallegro. Il primo fu donato al santuario nel 1571 dal capitano rapallese Agostino Canevale per essersi salvato nella celebre Battaglia di Lepanto contro i Turchi; di tale donazione non rimane però traccia in quanto rubato dai soldati francesi durante la napoleonica dominazione di fine Settecento e inizio Ottocento.
Al 1574 risale l'ex voto del capitano Nicolò de Allegretis - una piastra d'argento (avente le dimensioni di 43 x 39 cm) denominato e conosciuto come "l'ex voto del raguseo" - che proprio in viaggio da Ragusa, in Dalmazia, colpito da un fortunale trovò rifugio nel golfo rapallese. Così reca l'iscrizione:
(Ex voto del raguseo)
Il primo voto della comunità rapallese fu donato al santuario nel 1657 (primo centenario dell'apparizione) per aver salvato la città dalla furia della peste. La piastra argentea (56,8 x 51,7 cm) raffigura una Rapallo della seconda metà del XVIII secolo, dal molo di Langano (la zona portuale) alla torre dei Da Vigo, con una buona rappresentazione delle antiche case del borgo storico lungo la marina, la porta delle Saline e il medievale ponte sul torrente San Francesco. Oltre a ritrarre il vecchio percorso del torrente Boate (deviato poi verso la foce nella prima metà dell'Ottocento), da questa lamina si può notare l'antica e pressoché originaria struttura del cinquecentesco castello sul mare e del santuario stesso facendo dell'opera, oltreché ad un valore religioso, un'importante testimonianza visiva della "Rapallo seicentesca".
(Ex voto della liberazione dalla peste)
Il secondo riconoscimento fu conferito dalla Repubblica di Genova e dalla popolazione di Rapallo il 2 luglio 1747 dopo gli scontri genovesi contro gli austro-sardi nella guerra di successione austriaca. La lamina d'argento sbalzato (opera dell'incisore genovese Luxardi e avente le dimensioni di 53,9 x 38,7 cm) rappresenta un settecentesco borgo rapallese, con un preciso dettaglio della città compresa tra la foce del San Francesco e il monastero delle Clarisse.
(Ex voto austrosardo)
Altra raffigurazione della costa rapallese, del periodo ottocentesco, è visibile dalla terza lamina d'argento che l'amministrazione civica donò alla Madonna di Montallegro dopo la presunta liberazione dal colera. L'effigie (62 x 45 cm), oltre ad un panorama della cittadina dal porto di Langano, riporta pure la nuova strada carrozzabile per Santa Margherita Ligure che nel 1823 fu costruita dopo la deviazione del torrente Boate.
(Ex voto della liberazione dal colera)
Tra i voti conservati anche quello della regina Margherita di Savoia donato al santuario il 30 gennaio 1905, per commemorare il marito defunto re Umberto I di Savoia, ucciso a Monza nel 1900 da un anarchico.
Accanto alla chiesa, in un locale dove le suore vendono oggetti religiosi e libri, è appeso al soffitto un coccodrillo impagliato lungo tre metri. Si tratterebbe dello strano omaggio di un comandante rapallese reduce dall'Amazzonia, che qui lo portò quasi tre secoli addietro.

### La cassa argentea

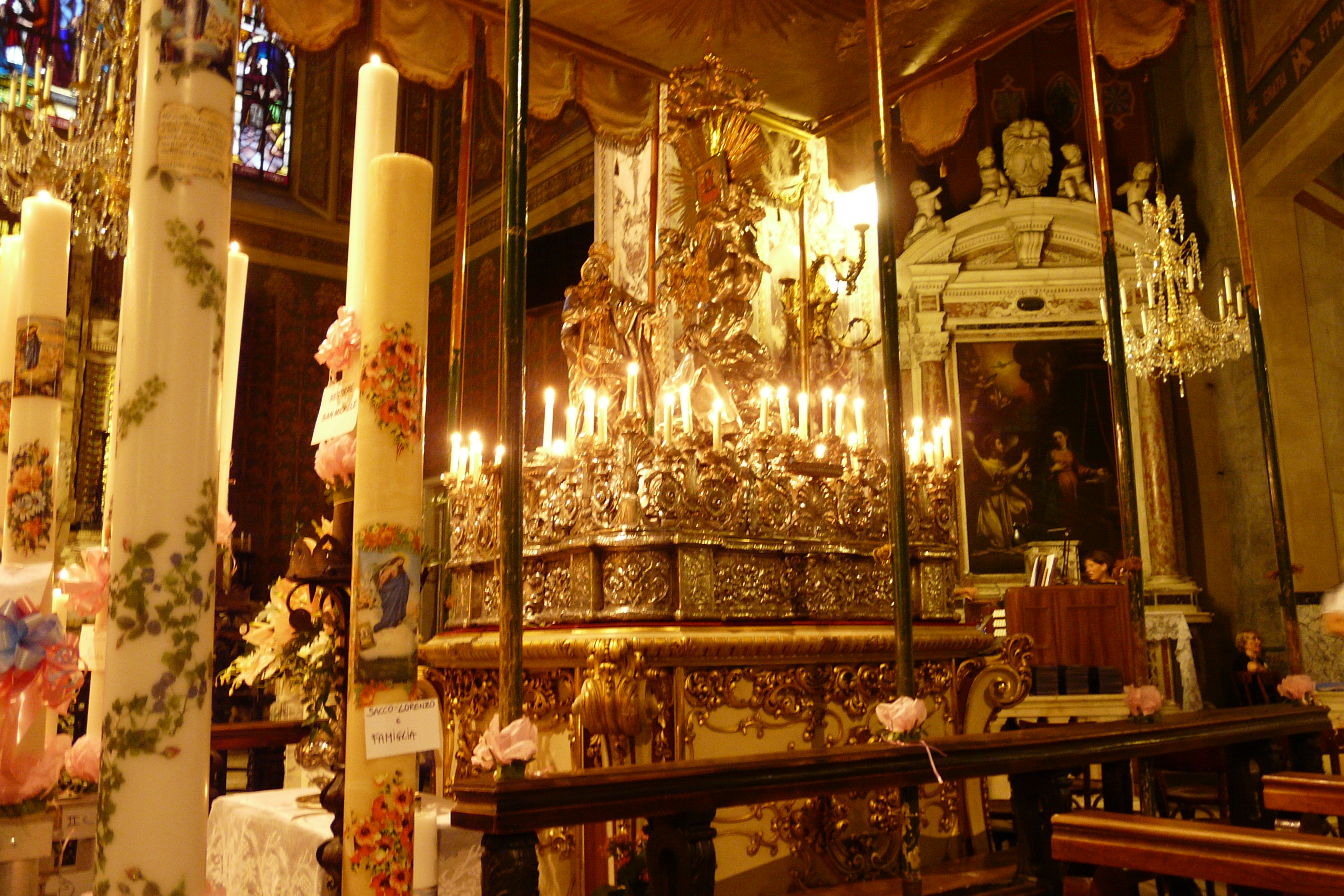
La cassa processionale esposta alla venerazione dei fedeli presso la basilica dei Santi Gervasio e Protasio

La prima cassa argentea venne costruita da un orefice genovese su commissione dei "massari" della basilica dei Santi Gervasio e Protasio nel 1698. Era costituita da una fedele riproduzione del quadretto bizantino, su un piedistallo, circondata dalle immagini di Nostra Signora del Rosario, dei santi Gervasio e Protasio, san Biagio e sant'Erasmo. Per l'opera vennero impiegate più di 350 once d'argento per una spesa complessiva di 1.750 lire genovesi.
Il 22 marzo 1779 si aggiunse alla cassa l'icona della Vergine, circondata da angeli sorreggenti la corona soprastante la riproduzione della rupe miracolosa, mentre nel 1782 prese posto sull'arca anche lo stemma comunale, sempre in argento.
Durante l'occupazione austriaca di Rapallo nel 1799 (che qui costituì un governo provvisorio locale) l'arca argentea venne prelevata dal santuario con l'intento di fonderne l'oro e l'argento in forza all'Impero austriaco. I rapallesi, tuttavia, riuscirono a riscattare l'intera arca con una spesa di 4.126 lire, cancellandone però lo stemma comunale per disposizioni di un apposito decreto austriaco.
Fu restaurata ulteriormente nel 1838 con la ricopertura in argento dei nuovi componenti, salvaguardando con magistrale cura gli elementi realizzati in precedenza. Il costo fu notevole, 20.097 lire piemontesi, ma grazie all'impegno dei sei sestieri cittadini furono reperiti facilmente e velocemente i soldi necessari.
La corona d'oro indossata dalla Vergine, del 1844, è il dono delle maestre del pizzo e del tombolo rapallese; il valore dell'oggetto fu stimato in 1.400 lire piemontesi.

## Le festività patronali

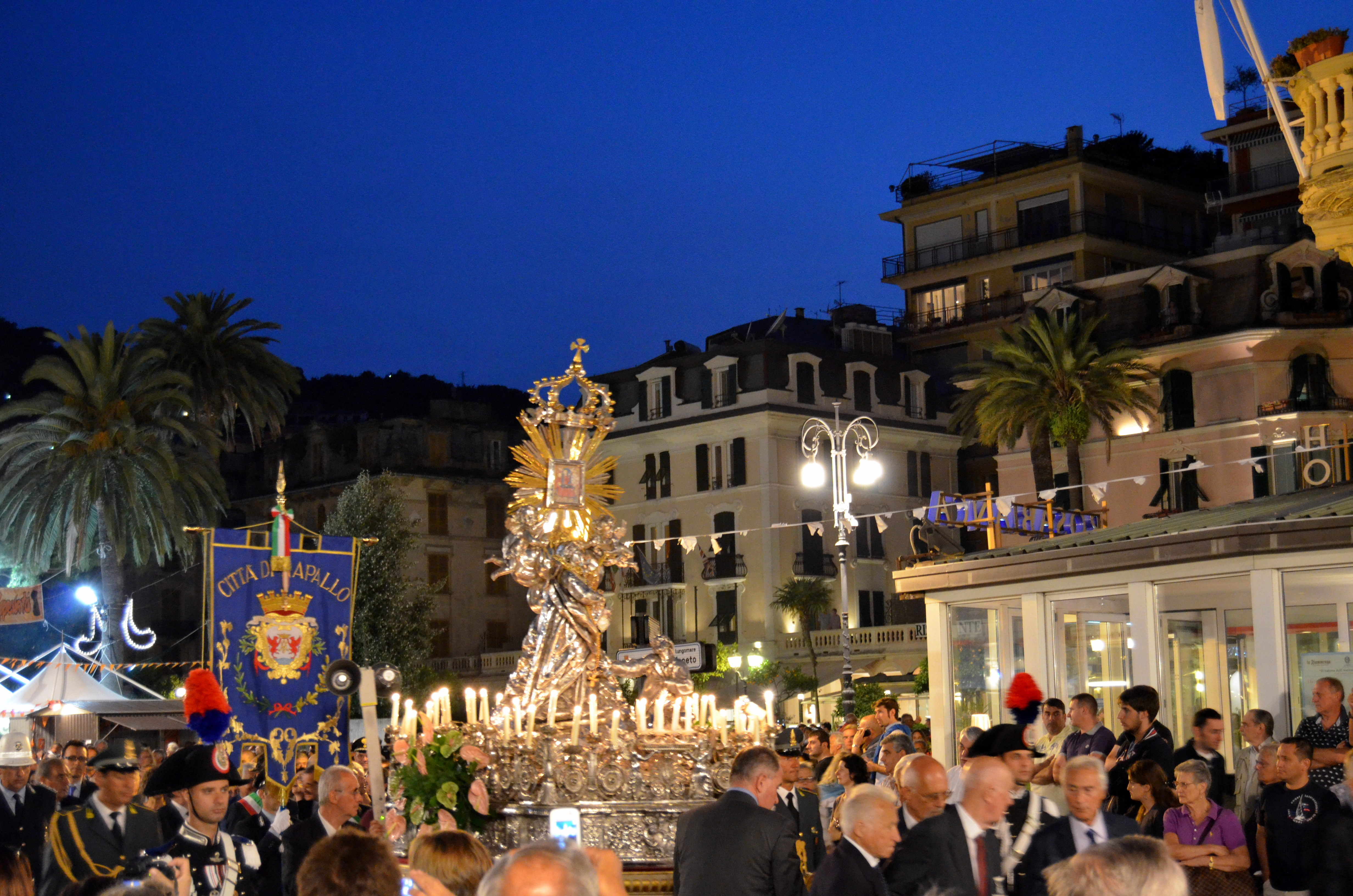
La processione del 3 luglio sul lungomare rapallese con la cassa argentea della Madonna di Montallegro

### Le "Feste di luglio"
Le feste dedicate alla patrona - a Rapallo conosciute come "feste di luglio" - si svolgono in tre giorni, l'1, il 2 e il 3 luglio, giorni nei quali i sei sestieri cittadini (Borzoli, Cappelletta, Cerisola, Costaguta, Seglio e San Michele) danno vita a spettacoli pirotecnici notturni. Ogni anno, a rotazione, viene scelto un sestiere cui affidare il compito di rendere onore alla Madonna, specie nel celebre "Panegirico di mezzogiorno".
La mattina del 1º luglio, alle 8 in punto, i sestieri salutano la "messa in cassa" (ossia quando la statua d'oro e argento di Nostra Signora di Montallegro viene posta sull'arca argentea) e quindi esposta ai fedeli e alle autorità all'interno della basilica dei Santi Gervasio e Protasio.
Il primo tiro come di consuetudine "ou l'è au Langan" (al molo di Langano) cioè spetta al Sestiere di San Michele aprire il saluto alla Madonna con un colpo di mortaretto, seguono nell'ordine le risposte dei Sestieri Seglio-San Rocco, Borzoli, Cerisola, Cappelletta ed infine Costaguta (detti reciammi nel gergo locale, i "richiami"), effettuati con mortaretti liguri, quasi a significare una sorta di Rosario popolare.
All'interno di questa sorta di turnazione, due Sestieri, a rotazione negli anni, (a causa delle ristrettezze per la sicurezza) effettuano uno spettacolo pirotecnico a "giorno" dalle chiatte posizionate al centro dello specchio acqueo antistante la passeggiata a mare, consistente lo sparo di artifici detti appunto a giorno costituiti per lo più da colpi fragorosi.
Di sera, dopo i vari saluti dei sestieri (detti sempre reciammi), i fuochi d'artificio illuminano lo specchio acqueo rapallese. In attesa dello spettacolo pirotecnico (che nelle tre sere vede la partecipazione di due sestieri per volta) vengono posizionati in mare i lumini o i cosiddetti lumetti rapallini (piccoli oggetti cilindrici in carta resistente contenenti un lumino di cera acceso).

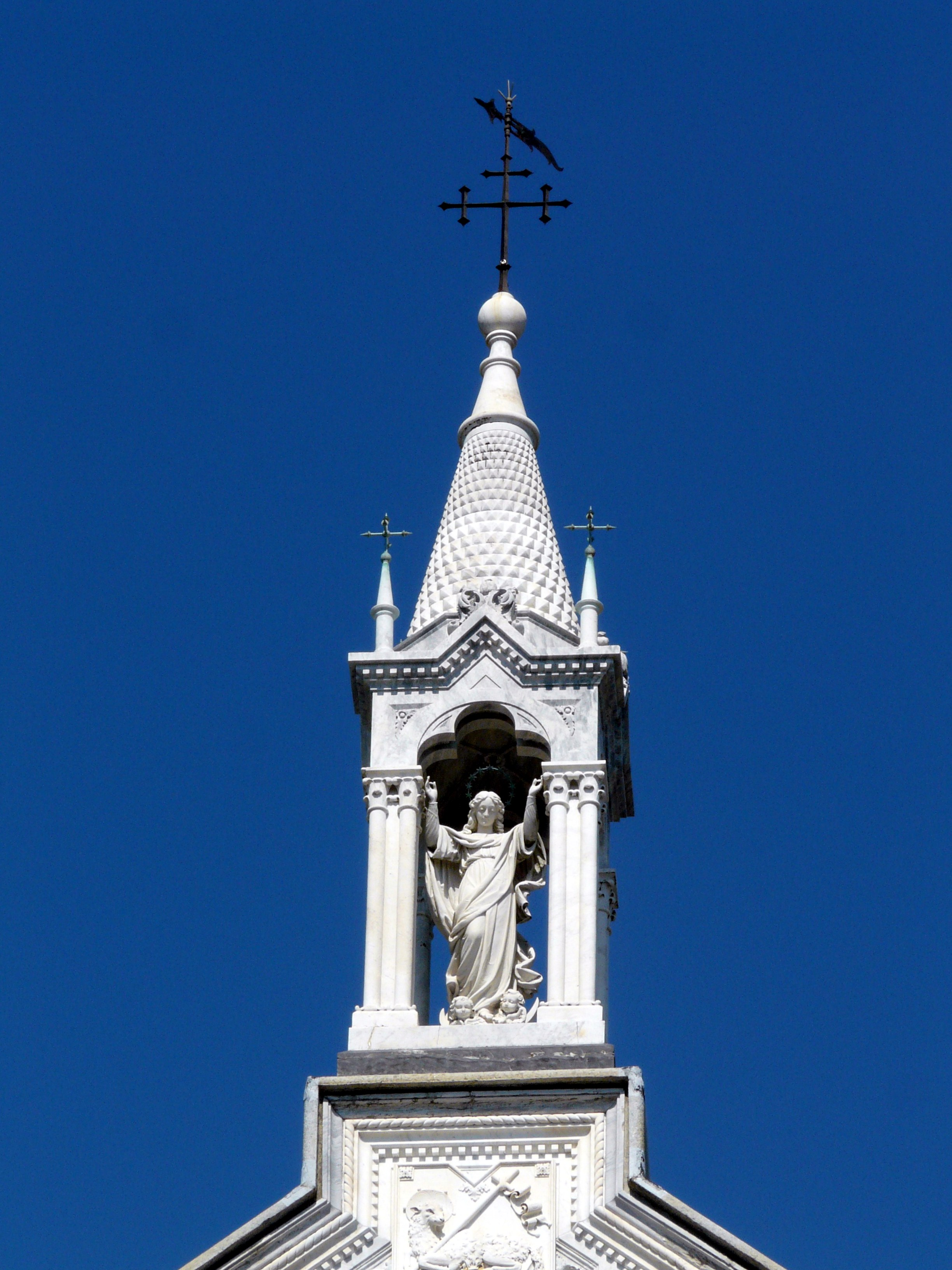
Particolare di una guglia della facciata

Il giorno seguente, anniversario dell'apparizione, a mezzogiorno il sestiere di turno organizza il cosiddetto "Panegirico". Sulla pedonale del lungomare Vittorio Veneto si posizionano un gran numero di mortaretti che giunti all'altezza del monumento a Cristoforo Colombo, nella zona del Lido verso la foce del torrente Boate, un gran fragore (a Rapallo è detto u ramadan) accompagna lo spettacolo finale.
Particolarmente suggestiva è la serata conclusiva del festeggiamenti, il 3 luglio, quando una lunga processione composta dai portatori di Cristi e dall'arca argentea con la Madonna di Montallegro attraversa il centro cittadino e il lungomare. Di particolare resa spettacolare è infine lo scenografico "incendio" del castello sul mare, ovviamente simulato e dal valore prettamente simbolico, per il quale si utilizzano fumogeni rossi e fuochi che si aprono a cascata sul mare.
Prima dell'incendio del castello viene eseguita una sparata di mortaretti detta la "Sparata dei Ragazzi" così chiamata perché anticamente erano proprio i più giovani ad occuparsene, sotto l'occhio vigile dei Massari più anziani, oggi rimane solo il nome, poiché le enormi restrizioni in materia di sicurezza impongono che tutti i Massari siano maggiorenni e abbiano conseguito un apposito patentino.

### I mascoli
L'uso dei mascoli (o mortaretti liguri), ovvero cannoncini riempiti con polvere da sparo, è documentato dal 1619. Nel Tigullio e nel Golfo Paradiso sono "sopravvissuti" solo nelle zone prossime a Rapallo e a Recco a causa delle forti limitazioni imposte dalle forze dell'ordine.
Il mascolo non è equiparabile e non è equiparato ad un comune fuoco artificiale: il suo funzionamento è intrinsecamente più sicuro (anche se meno spettacolare). Il mortaretto, infatti, non si solleva dal suolo e non lancia nulla verso l'alto (se non un piccolo tappo di segatura), produce un semplice colpo a terra e viene acceso secondo tecniche e rituali vecchi di 400 anni.
Il mortaretto ligure è dunque il vero "cuore antico" delle manifestazioni pirotecniche di questa zona del levante genovese: ove la pirotecnica commerciale vive nel rispetto dell'antica pirotecnica culturale e popolare.

## L'accesso al santuario

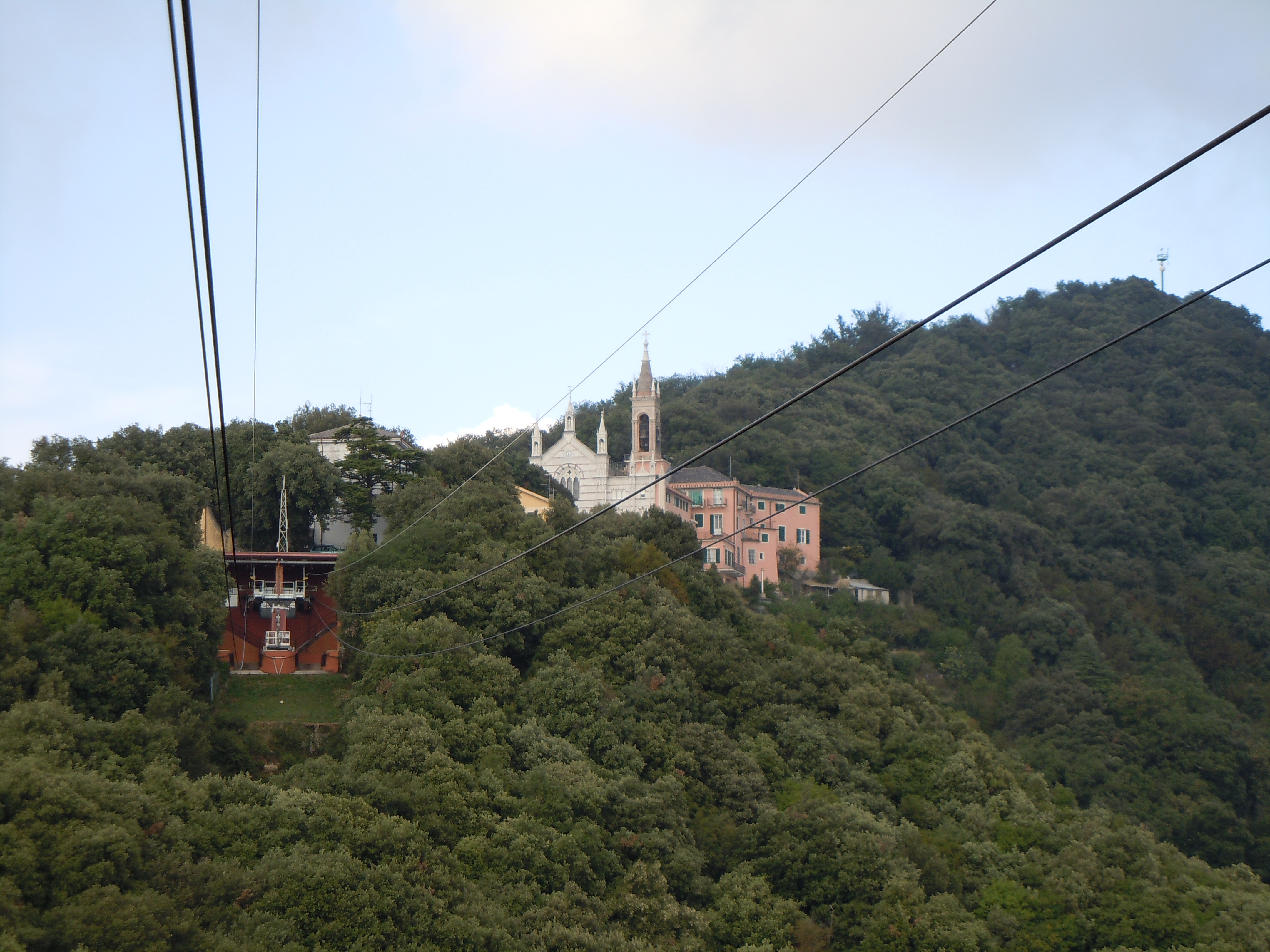
La stazione a monte della funivia

### Strada
Il santuario è raggiungibile dal centro di Rapallo dalla carrozzabile che nel 1932 fu completata per un percorso stradale di circa 10 km. Il percorso iniziale, che parte dal quartiere popolare di via Betti, ricalca la strada provinciale 58 della Crocetta che costeggiando il torrente San Francesco, e superando l'abitato frazionario di San Maurizio di Monti, collega la costa fino al bivio del passo della Crocetta (dal valico collinare è poi possibile scendere verso la piana di Coreglia Ligure, sempre come SP 58, e quindi nella media val Fontanabuona) e proseguendo lungo la strada panoramica fino al piazzale del santuario.

### Mulattiere
Altre e storici accessi al santuario sono assicurati fin dai tempi antichi dalle varie mulattiere che permettono di raggiungere il sito da Rapallo, incamminandosi lungo la cosiddetta "salita del Pellegrino" presso la chiesetta di San Bartolomeo di Borzoli, e dalle località di Uscio, Cicagna, Zoagli e Chiavari utilizzando i passi e valichi lungo la dorsale rapallese.
Lungo la mulattiera che sale per il monte Rosa (694 m) sono collocate le quattordici stazioni della Via Crucis, benedette il 3 maggio 1942 da monsignor Amedeo Casabona, vescovo di Chiavari.
La strada che porta alla "Casa del Pellegrino", molto più agevole della prima, permette di raggiungere la costa chiavarese, addentrandosi lungo il bosco e la fitta vegetazione. Nel percorso pedonale si snodano le edicole dei quindici misteri del Rosario, pannelli in bronzo creati dallo scultore rapallese Italo Primi, inaugurati e benedetti tra il 1957 e il 1958.

### Mezzi di trasporto

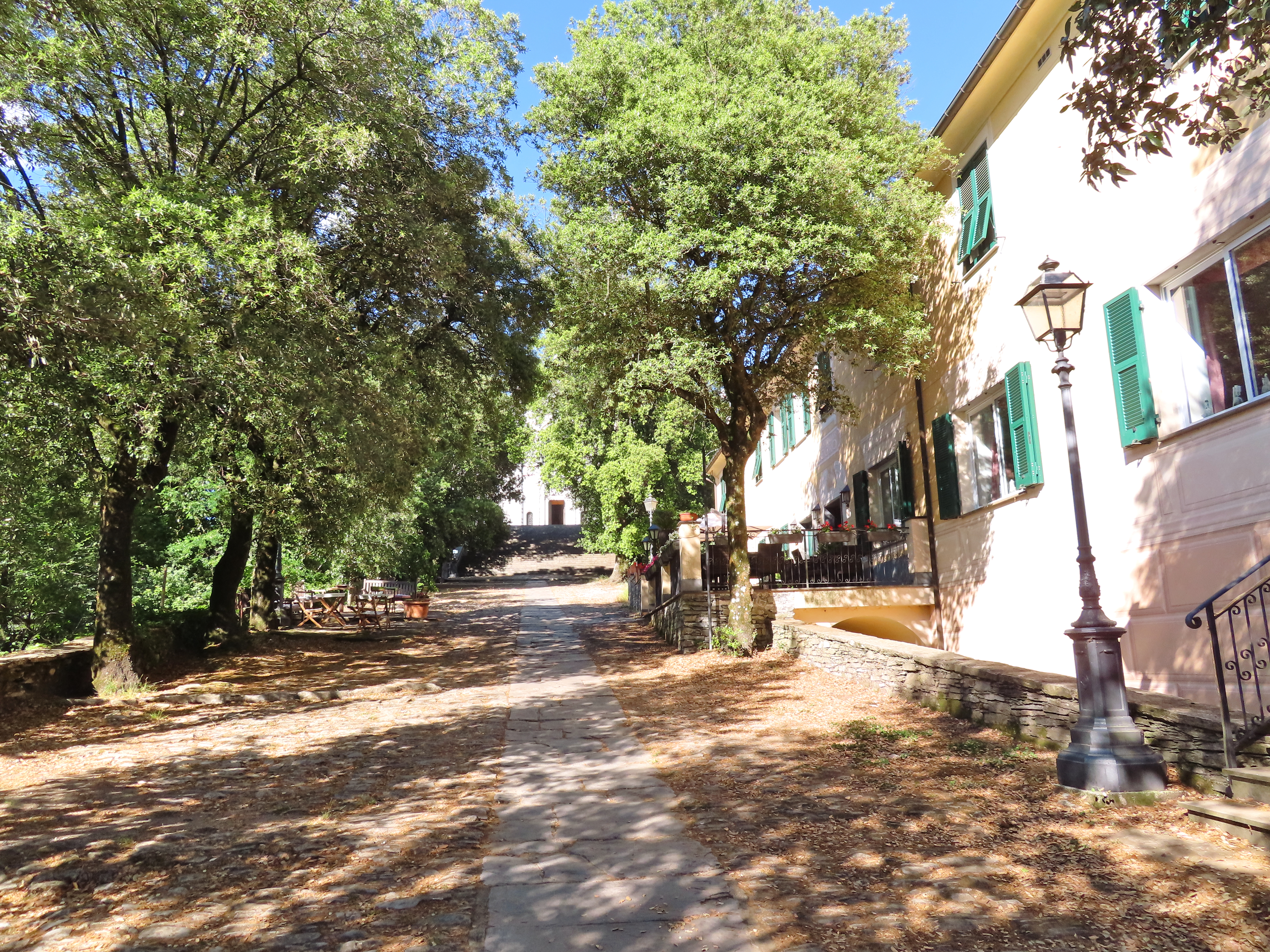
Il viale alberato di lecci presso il santuario

Oltre ad un apposito servizio di trasporto pubblico (autobus) dal capolinea di Rapallo, vi è la possibilità di salire al santuario con la funivia (inaugurata nel 1934), aperta quasi tutto l'anno e restaurata negli anni duemila con i più moderni sistemi di sicurezza. La corsa dura all'incirca 7-8 minuti e durante il tragitto pregevole è la panoramica vista che spazia sul golfo di Rapallo e delle insenature di Santa Margherita Ligure e Portofino.